# Brežice
Brežice (en allemand : Rann) est une commune de Slovénie orientale située dans le Posavje dans la région de Basse-Styrie.

## Géographie

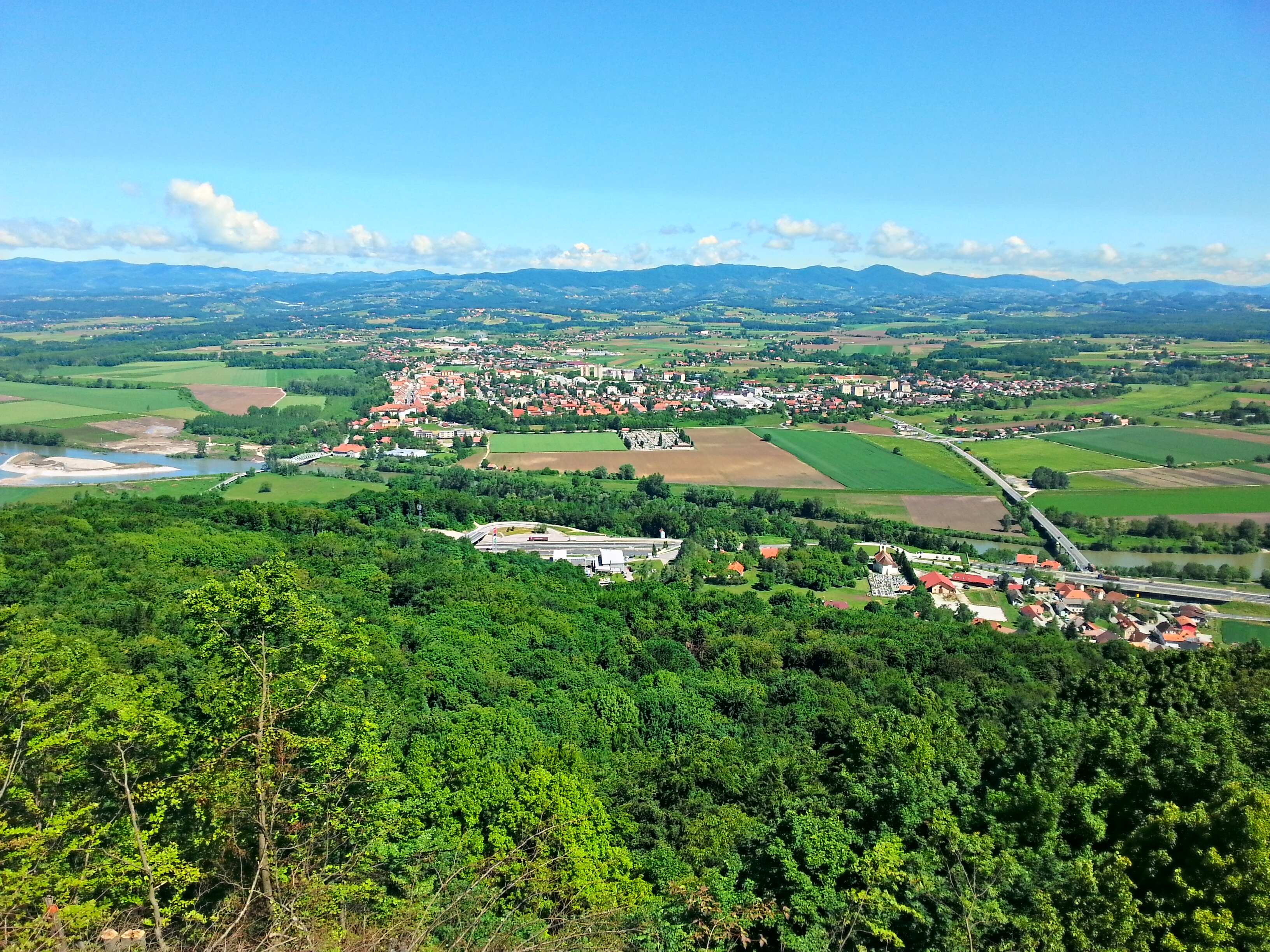
Vue sur la ville.

Cette ville se situe dans la Basse-Styrie, sur la rive gauche de la rivière Save, non loin de la confluence avec la rivière Krka et avec la Sotla. Elle se trouve à quelques kilomètres à peine de la frontière avec la Croatie. Une gare frontière est située au village de Dobova. L'autoroute A2, partie de la route européenne 70, passe au sud de la ville.
La région, légèrement vallonnée, est située à la limite nord des Alpes dinariques et à la limite sud de la plaine de Pannonie. Vingt-et-un pour cent du territoire de la commune est situé à l'intérieur du parc naturel de Kozjansko. Le reste du parc s'étend également sur les communes voisines de Kozje, Krško, Podčetrtek et Bistrica ob Sotli. Ce parc est traversé par la rivière Sotla qui appartient au bassin hydrographique du Danube. 

## Administration
Vu sa superficie, la commune est composée des nombreux villages que sont : Arnovo selo, Artiče, Bizeljska vas, Bizeljsko, Blatno, Bojsno, Boršt, Bračna vas, Brezje pri Bojsnem, Brezje pri Veliki Dolini, Brezovica na Bizeljskem, Brežice, Brvi, Bukošek, Bukovje', Bušeča vas, Cerina, Cerklje ob Krki, Cirnik, Cundrovec, Curnovec, Čatež ob Savi, Čedem, Črešnjice pri Cerkljah, Dečno selo, Dednja vas, Dobeno, Dobova, Dolenja Pirošica, Dolenja vas pri Artičah, Dolenje Skopice, Dramlja, Drenovec pri Bukovju, Dvorce, Gabrje pri Dobovi, Gaj, Gazice, Globočice, Globoko, Glogov Brod, Gorenja Pirošica, Gorenje Skopice, Gornji Lenart, Gregovce, Hrastje pri Cerkljah, Izvir, Jereslavec, Jesenice, Kamence, Kapele, Koritno, Kraška vas, Križe, Krška vas, Laze, Loče, Mala Dolina, Mali Cirnik, Mali Obrež, Mali Vrh, Mihalovec, Mostec, Mrzlava vas, Nova vas ob Sotli, Nova vas pri Mokricah, Obrežje, Oklukova Gora, Orešje na Bizeljskem, Pavlova vas, Pečice, Perišče, Piršenbreg, Pišece, Podgorje pri Pišecah, Podgračeno, Podvinje, Ponikve, Poštena vas, Prilipe, Račja vas, Rajec, Rakovec, Ribnica, Rigonce, Sela pri Dobovi, Silovec, Slogonsko, Slovenska vas, Sobenja vas, Spodnja Pohanca, Sromlje, Stankovo, Stara vas - Bizeljsko, Stojanski Vrh, Trebež, Velika Dolina, Velike Malence, Veliki Obrež, Vinji Vrh, Vitna vas, Volčje, Vrhje, Vrhovska vas, Zasap, Zgornja Pohanca, Zgornji Obrež, Žejno, Župeča vas et Župelevec.

## Patrimoine naturel
Sur la commune de Brežice existent de nombreuses grottes et autres phénomènes karstiques remarquables, tels que les dolines de Velika Dolina et Mala Dolina qui sont des grands volumes souterrains issus de l'effondrement de cavités sous-jacentes.

## Histoire

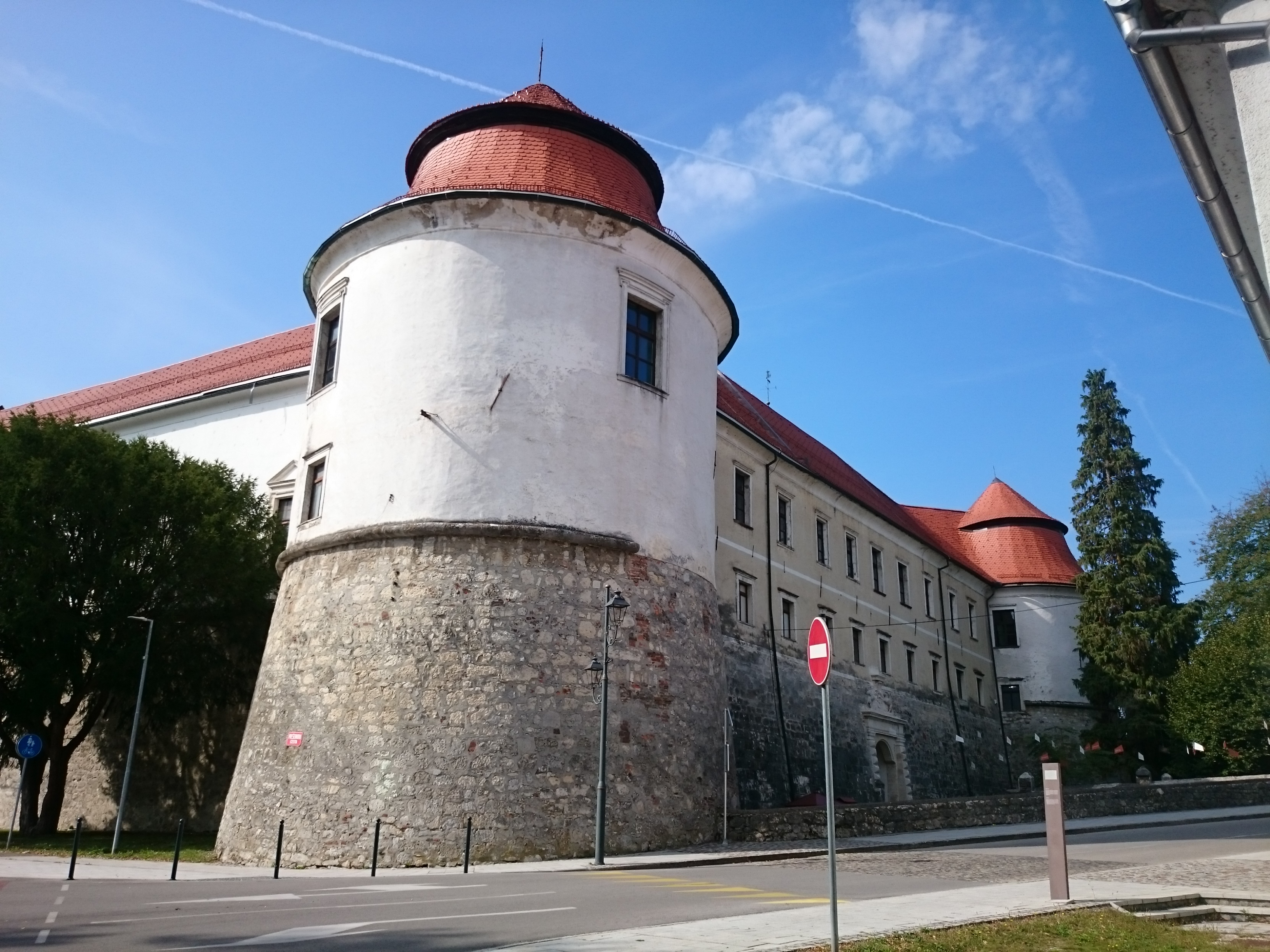
Château de Brežice.

Le site fut habité depuis la fin de la préhistoire. Plus tard ce furent les Celtes puis les Romains qui s'y installèrent.
En 1028, l'empereur Conrad II le Salique offrit la terre entre la Save et la Savinja au margrave Guillaume, epoux d'Emma de Gurk. Après la mort de son mari, en 1036, Emma crée l'abbaye de Gurk en Carinthie (précurseur du diocèse de Gurk), et finit par céder les domaines sur la Save à l'archidiocèse de Salzbourg. Durant le Moyen Âge, le village s'est peu à peu développé autour du château de Brežice. Il fut ainsi mentionné pour la première fois en 1241. Le village devint bourg franc en 1315 puis fut définitivement considéré comme ville en 1353.

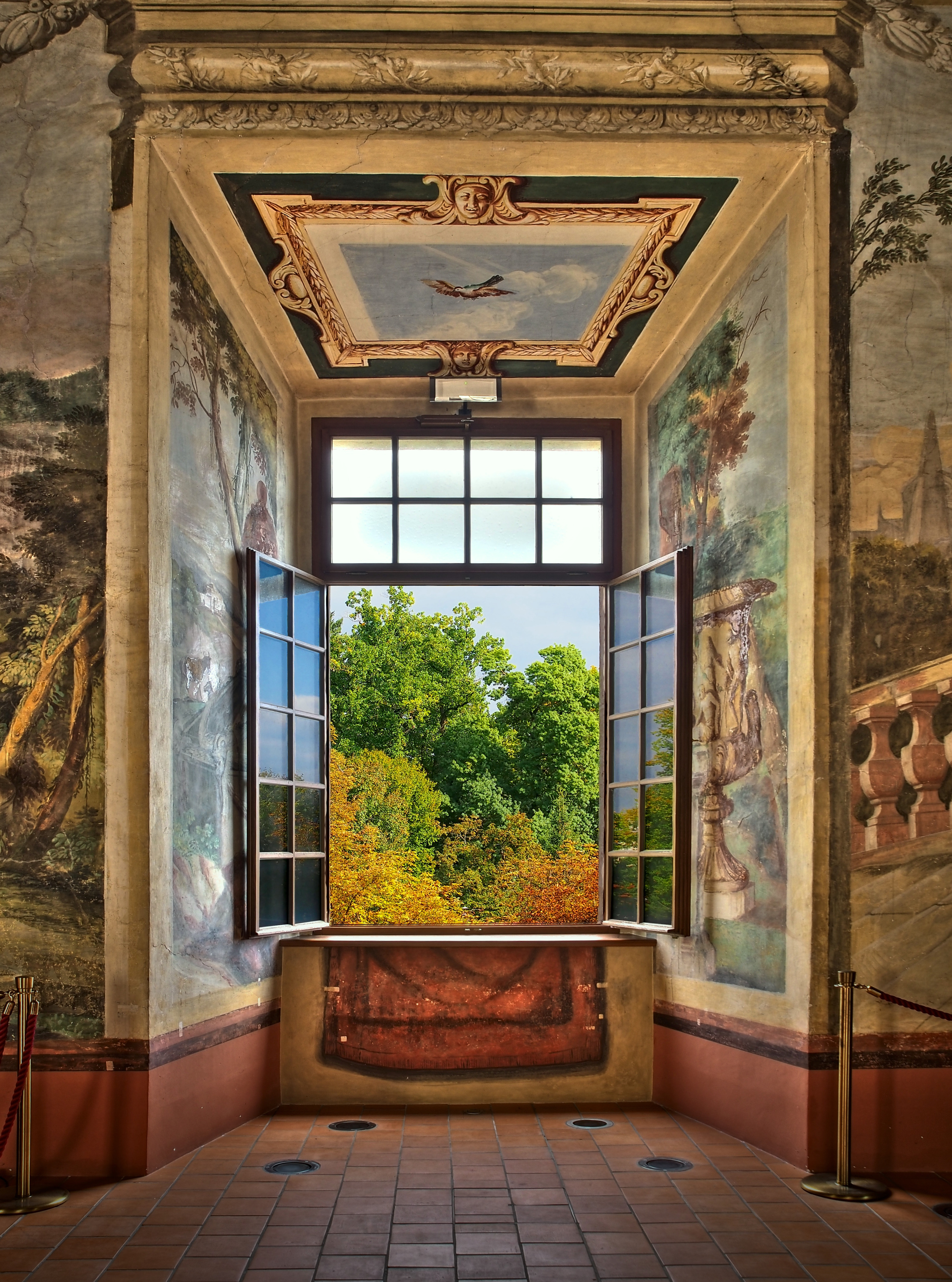
Fenêtre du Grad Brežice. Octobre 2015.

En 1493, après l'épisode de l'occupation par les troupes hongroises du roi Matthias Corvin, l'archiduc Maximilien Ier d'Autriche, souverain des pays des Habsbourg, s'empare finalement de la ville. Le château et le centre du village succombèrent sous les flammes lors du soulèvement paysan slovène de 1515 avant de subir de nombreuses fois les assauts de la milice turque.
Jusqu'à la fin de la Première Guerre mondiale et la dissolution de la monarchie austro-hongroise, la ville était incorporée dans le duché de Styrie. En 1918, elle échoit au royaume des Serbes, Croates et Slovènes.
L'équipe nationale de Croatie a longtemps utilisé pour la préparation de ses matchs le centre d'entraînement à Čatež. 

## Architecture
La ville de Brežice présente une belle implantation urbaine et le long de la rue principale il est possible d'admirer d'élégantes résidences datant de l'époque baroque.

## Démographie
La population de la commune est relativement stable depuis 1999 avec environ 25 000 habitants.
Évolution démographique :
| 1999   | 2000   | 2001   | 2002   | 2003   | 2004   | 2005   | 2006   | 2007   |
| ------ | ------ | ------ | ------ | ------ | ------ | ------ | ------ | ------ |
| 24 568 | 24 451 | 24 391 | 24 480 | 24 638 | 24 641 | 24 419 | 24 483 |        |
| 2008   | 2009   | 2010   | 2011   | 2012   | 2013   | 2014   | 2015   | 2016   |
| 24 577 | 24 238 | 24 330 | 24 301 | 24 306 | 24 285 | 24 252 | 24 184 | 24 254 |
| 2017   | 2018   | 2019   | 2020   | 2021   |        |        |        |        |
| 24 204 | 24 086 | 24 084 | 24 051 | 24 419 |        |        |        |        |

## Personnalités
Les personnalités suivantes sont nées dans la ville de Brežice :
- Željko Ražnatović dit Arkan (1952-2000), chef de guerre, inculpé de crimes contre l'humanité ;
- Davorin Kablar (né en 1977), footballeur ;
- Rebeka Dremelj (née en 1980), chanteuse et mannequin ;
- Nika Fleiss (née en 1984), skieuse alpine ;
- Klemen Cehte (né en 1986), joueur de handball ;
- Antonio Šančić (né en 1988), joueur de tennis